# Stanisław Bober (lekarz)
Stanisław Bober (ur. 7 stycznia 1911, zm. 7 czerwca 1970 w Warszawie) – polski lekarz, profesor zwyczajny doktor habilitowany nauk medycznych, pułkownik Wojska Polskiego.

## Życiorys
W 1929  zdał egzaminy i został przyjęty do Szkoły Podchorążych Sanitarnych w Warszawie. Studia medyczne odbył na Wydziale Lekarskim Uniwersytetu Warszawskiego i w 1935 roku uzyskał dyplom lekarza. Jednocześnie ukończył z odznaczeniem Szkołę Podchorążych Sanitarnych.
Po dwóch latach praktyki szpitalnej w Warszawie w stopniu porucznika objął stanowisko lekarza w 1 pułku lotniczym. Brał udział w wojnie obronnej we wrześniu 1939 roku.
Podczas Powstania Warszawskiego organizował pomoc lekarską dla chorych i rannych. Założył kilka powstańczych ośrodków szpitalnych w Warszawie na Okęciu, z których jeden - Szpital Polskiego Czerwonego Krzyża prowadził do końca wojny. Przydział podczas Powstania Warszawskiego: „Bakcyl” (Sanitariat Okręgu Warszawa Armii Krajowej) - Szpital PCK, ps. „Ferr”.
W 1945 roku wstąpił do służby w ludowym Wojsku Polskim. We wrześniu 1945 został kierownikiem Laboratorium Fizjologii i Higieny Lotniczej, a w czerwcu 1946 roku szefem Oddziału Higieny w Centralnym Laboratorium Medycyny Lotniczej ze Szpitalem. Po zwolnieniu z wojska w latach 1952-1960 pracował w I Klinice Chorób Wewnętrznych Akademii Medycznej w Warszawie.
W 1952 r. uzyskał w Akademii Medycznej w Poznaniu stopień doktora nauk medycznych. W 1954 objął kierownictwo Kliniki Zdrowego Człowieka Instytutu Naukowego Kultury Fizycznej. Klinikę prowadził do końca 1958 r. W 1956 roku, po złożeniu egzaminów i obronie pracy kandydackiej Balistokardiografia - jej istota, zastosowanie kliniczne oraz zastosowanie do prób czynnościowych narządu krążenia, uzyskał stopień kandydata nauk medycznych. W 1957 r. na mocy uchwały Centralnej Komisji Kwalifikacyjnej dla pracowników nauki otrzymał tytuł naukowy docenta i nominację na samodzielnego pracownika nauki w Akademii Medycznej w Warszawie.
W 1958 r. płk doc. dr med. Stanisław Bober został ponownie powołany do służby wojskowej na stanowisko Naczelnego Internisty Wojska Polskiego (do 1965) i kierownika naukowego oddziałów wewnętrznych 2 Centralnego Szpitala Klinicznego WAM. Kierownikiem pozostał do 1964 roku, kiedy to objął katedrę i I Klinikę Chorób Wewnętrznych Instytutu Kształcenia Podyplomowego WAM. Równocześnie został Przewodniczącym Komitetu Redakcyjnego czasopisma Lekarz Wojskowy. W latach 1959–1964 był członkiem Rady Naukowej WIML.
W 1960 otrzymał nominację na profesora nadzwyczajnego. 
W 1965 został Naczelnym Specjalistą WP w dziedzinie medycyny ogólnej. W 1968 został mianowany na profesora zwyczajnego. 
Był autorem lub współautorem 210 prac naukowych opublikowanych w czasopismach lekarskich oraz 27 pozycji książkowych. Był promotorem 28 przewodów doktorskich i opiekunem 4 przewodów habilitacyjnych.
Został pochowany na Cmentarzu Komunalnym na Powązkach (kwatera B14-6-5).

## Odznaczenia i wyróżnienia
- Krzyż Komandorski Orderu Odrodzenia Polski
- Krzyż Oficerski Orderu Odrodzenia Polski
- Odznaka Honorowa Polskiego Czerwonego Krzyża I stopnia
- Odznaka honorowa „Za wzorową pracę w służbie zdrowia”